# La Aguardientera
La Aguardientera är en ort i Mexiko.   Den ligger i kommunen Chignautla och delstaten Puebla, i den sydöstra delen av landet, 180 km öster om huvudstaden Mexico City. La Aguardientera ligger 2 370 meter över havet och antalet invånare är 290.
Terrängen runt La Aguardientera är bergig. Runt La Aguardientera är det ganska tätbefolkat, med 179 invånare per kvadratkilometer. Närmaste större samhälle är Teziutlan, 5,6 km nordost om La Aguardientera. I omgivningarna runt La Aguardientera växer huvudsakligen savannskog.